# Rizaucourt-Buchey
Rizaucourt-Buchey ist eine französische Gemeinde mit 129 Einwohnern (Stand: 1. Januar 2022) im Département Haute-Marne in der Region Grand Est. Sie gehört zum Arrondissement Chaumont und zum Kanton Châteauvillain. Die Bewohner werden Rizaucourtois und Rizaucourtoises genannt.

## Geografie
Die Gemeinde Rizaucourt-Buchey liegt an der Grenze zum Département Aube, etwa 30 Kilometer nordwestlich von Chaumont. Nachbargemeinden sind Beurville im Norden, Colombey les Deux Églises im Osten und Süden, Rouvres-les-Vignes im Südwesten und Westen sowie Saulcy im Westen.

## Bevölkerungsentwicklung
| Jahr                       | 1962 | 1968 | 1975 | 1982 | 1990 | 1999 | 2008 | 2019 |
| -------------------------- | ---- | ---- | ---- | ---- | ---- | ---- | ---- | ---- |
| Einwohner                  | 119  | 106  | 107  | 126  | 125  | 132  | 118  | 128  |
| Quellen: Cassini und INSEE |      |      |      |      |      |      |      |      |

## Sehenswürdigkeiten
- Kirche Notre-Dame-de-l’Assomption
- Kirche Sainte-Colombe

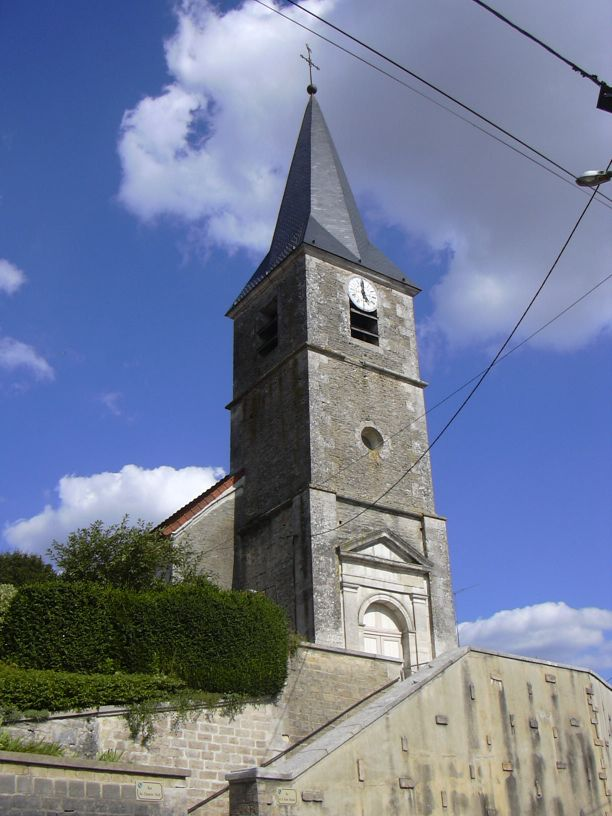
Kirche Mariä Himmelfahrt
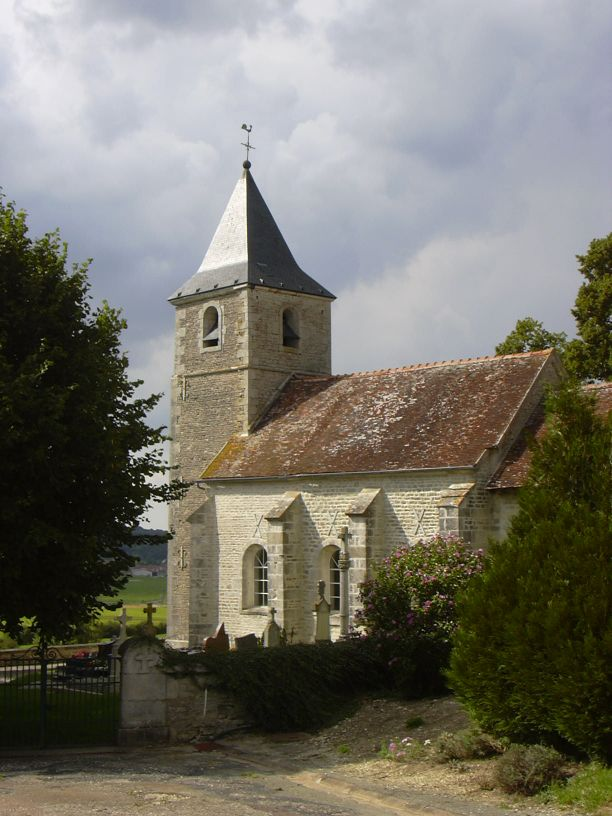
Kirche Sainte-Colombe